# Reali Júnior
Elpídio Reali Júnior, mais conhecido como Reali Júnior (Bauru, 1941 – São Paulo, 9 de abril de 2011) foi um jornalista brasileiro. Professor honoris causa pela FMU Faculdades Metropolitanas Unidas.

## Carreira
Desde a década de 1970, Reali Júnior era correspondente internacional em Paris da Rádio Panamericana, mais conhecida como Rádio Jovem Pan. Diariamente, direto da Maison de la Radio, Reali Júnior trazia um panorama da Europa e do mundo.
Reali Júnior também já escreveu para o jornal O Estado de S. Paulo e era pai da atriz Cristiana Reali.
Um dos maiores correspondentes do Brasil no exterior. Homem de muita credibilidade e grandes coberturas internacionais, como a queda do avião da Varig em Paris em 1973, Guerra Irã-Iraque, Revolução dos Cravos em Portugal, morte do caudilho Franco na Espanha, crises do petróleo, queda do muro de Berlim, assassinato do presidente Sadat do Egito, morte da Lady Diana etc.
Sua casa era tida como uma embaixada não-oficial do Brasil em Paris, sempre visitada por exilados na ditadura e brasileiros a passeio na Europa. Ele e sua esposa Amélia sempre abriram as portas de sua casa para todos que precisavam e precisam de um ombro amigo em Paris.
Os seus bordões eram famosos, como "Neste momento, às margens do Rio Sena, junto à Maison de la Radio os termômetros marcam..." e "A Jovem Pan Paris volta a chamar a sua sede, em São Paulo, Brasil" eram clássicos conhecidos por grande parte dos ouvintes de rádio.

## Morte
Faleceu em 9 de abril de 2011, após parada cardiorrespiratória decorrente de um câncer que já o afastara do rádio.